# Otto Lechner

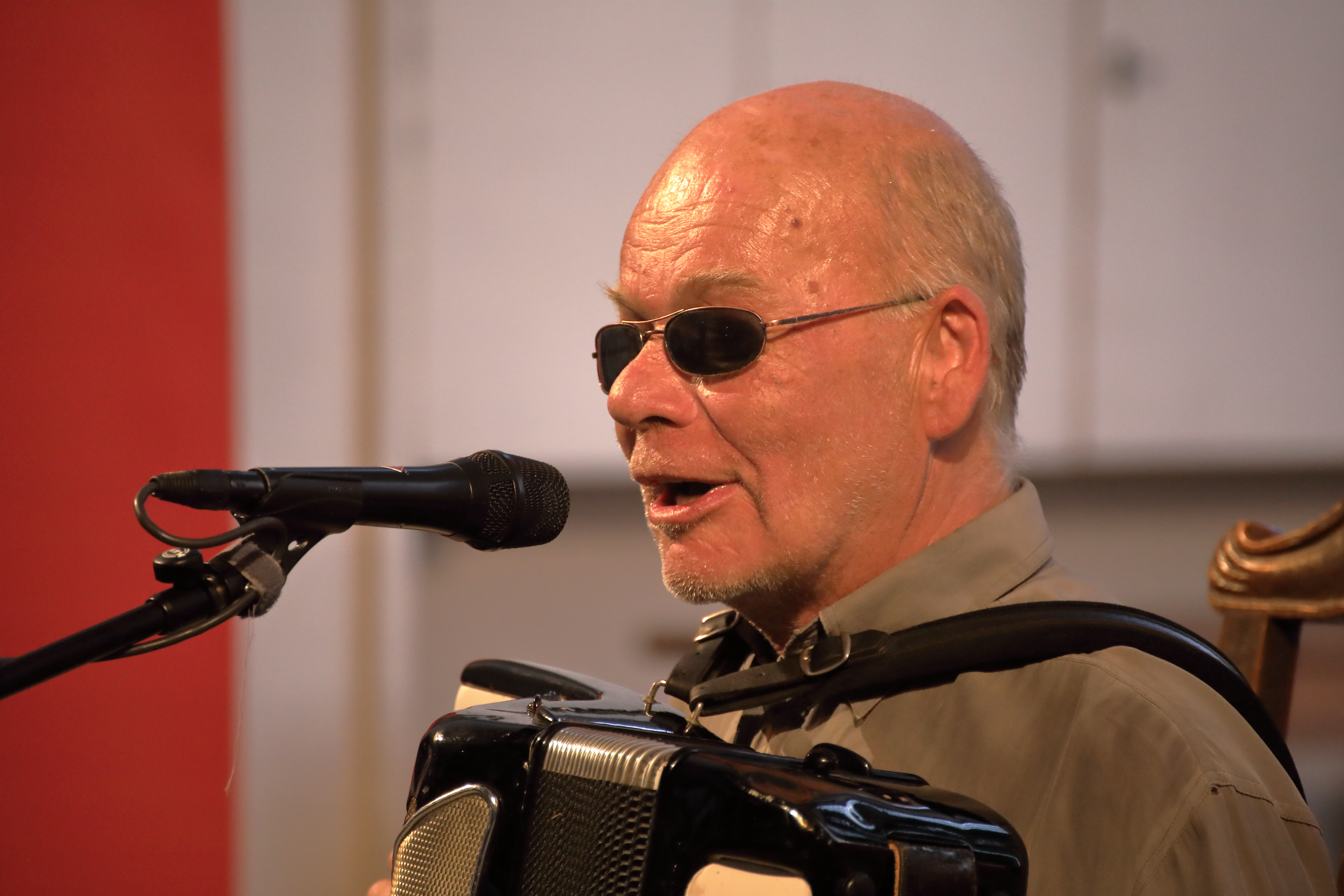
Otto Lechner mit seinem Franz-Kafka-Programm auf dem Rudolstadt-Festival 2019

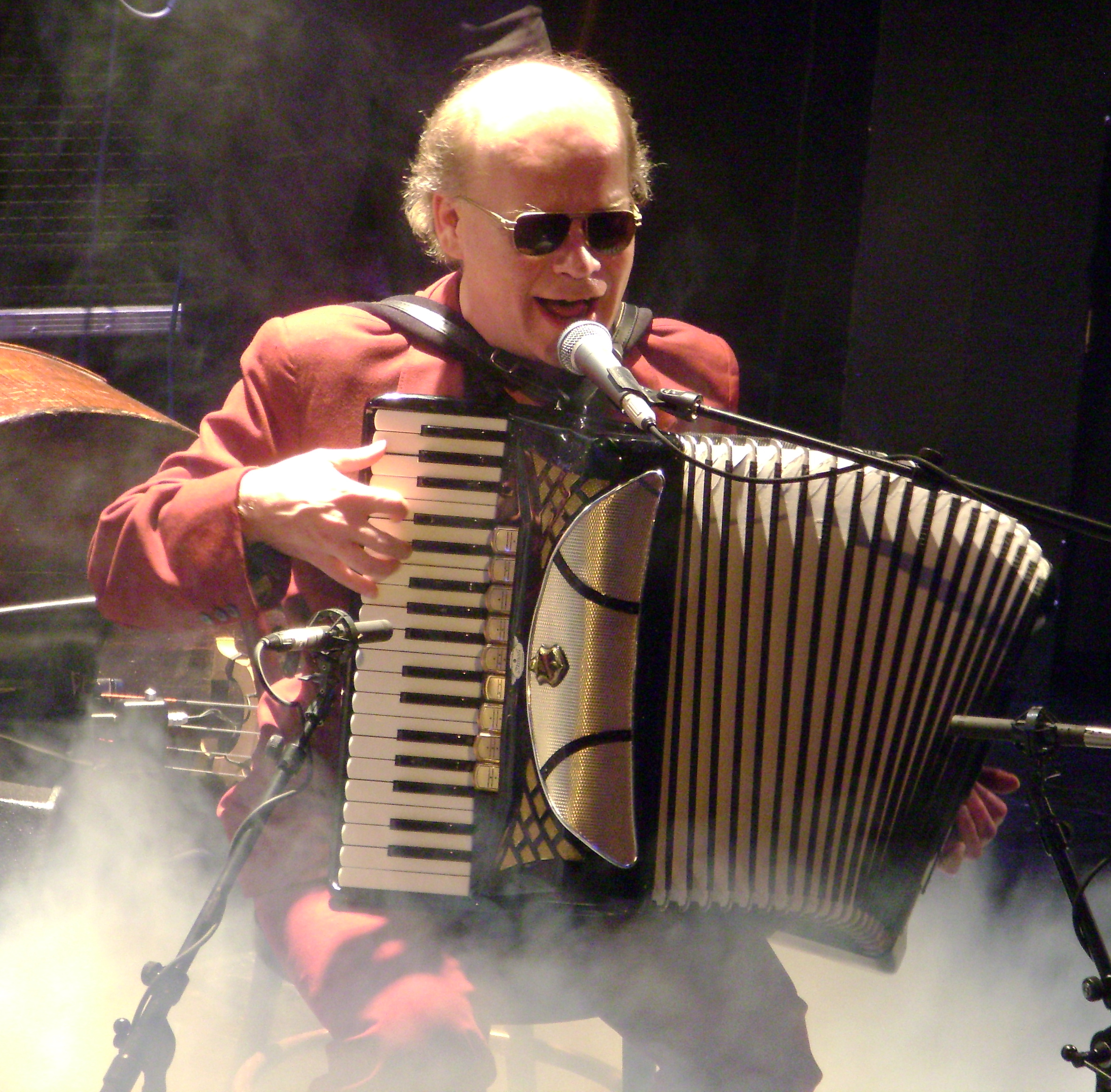
Otto Lechner bei einem Konzert mit den Bethlehem All Stars in Innsbruck, 2008

Otto Lechner (* 25. Februar 1964 in Melk) ist ein österreichischer Akkordeonspieler und Komponist. Seine Musizierweise ist geprägt von vielen Musikstilen: Jazz, World Music und weiteren Genres; häufig verbindet er seine Musik mit Literatur, Lesungen und Theater. Lechner hat dazu beigetragen, das Akkordeon in Österreich wieder populär zu machen.

## Leben
Lechner ist der Sohn eines Transportunternehmers und wuchs in Gansbach auf. Er war von Geburt an schwer sehbehindert, schließlich erblindete er und entschied sich mit fünfzehn Jahren gegen weitere Operationen. Lechner besuchte gern das Stiftsgymnasium Melk und absolvierte es. Einer seiner Musiklehrer dort war Franz Thürauer. Ein Schulfreund war der heutige Kabarettist Josef Hader, mit dem er später viele gemeinsame Auftritte hatte. Bereits mit vier Jahren spielte er Akkordeon im Wirtshaus, später bei Hochzeiten oder bei den Hauern in der Wachau.
Schließlich wählte er die Musik zu seinem Beruf. 1987 gründete er gemeinsam mit Hans Tschiritsch das 1. strenge Kammerorchester und es folgten die ersten CD-Produktionen. Er leitet das OJE (Ottos Jazz Ensemble), das auch seine Kompositionen aufführt. Weitere Auftritte hatte er mit der Akkordeongruppe Accordion Tribe, mit Broadlahn, mit dem Vienna Raï Orchester. Die Bethlehem All Stars interpretieren Weihnachtslieder auf weltmusikalische Weise. Weiterhin trat er mit Iva Bittová, Georg Danzer, Max Nagl, Sainkho Namtchylak, Wolfgang Reisinger, Dhafer Youssef, Joe Zawinul und Sväng auf. Lechner gab die Anregung zu dem alljährlichen Internationalen Akkordeon Festival in Wien, das im Jahr 2000 von Friedl Preisl gegründet wurde und aus kleinen Anfängen 2008 zu einem vierwöchigen Programm ausgeweitet werden konnte.
Lechner lebt seit 1987 in Wien und seit 2007 im niederösterreichischen Gars am Kamp mit seiner Lebensgefährtin Anne Bennent, einer Schweizer Schauspielerin, Sängerin und früheren Burgtheater-Schauspielerin. Sie haben einen gemeinsamen Sohn (* 2004). Das Paar lernte sich bei einem Verlagsfest kennen, das beide ursprünglich gar nicht besuchen wollten. Er gestaltet mit ihr Aufführungen, in denen Literatur und Musik verbunden werden.

## Aufnahmen (Auszug)

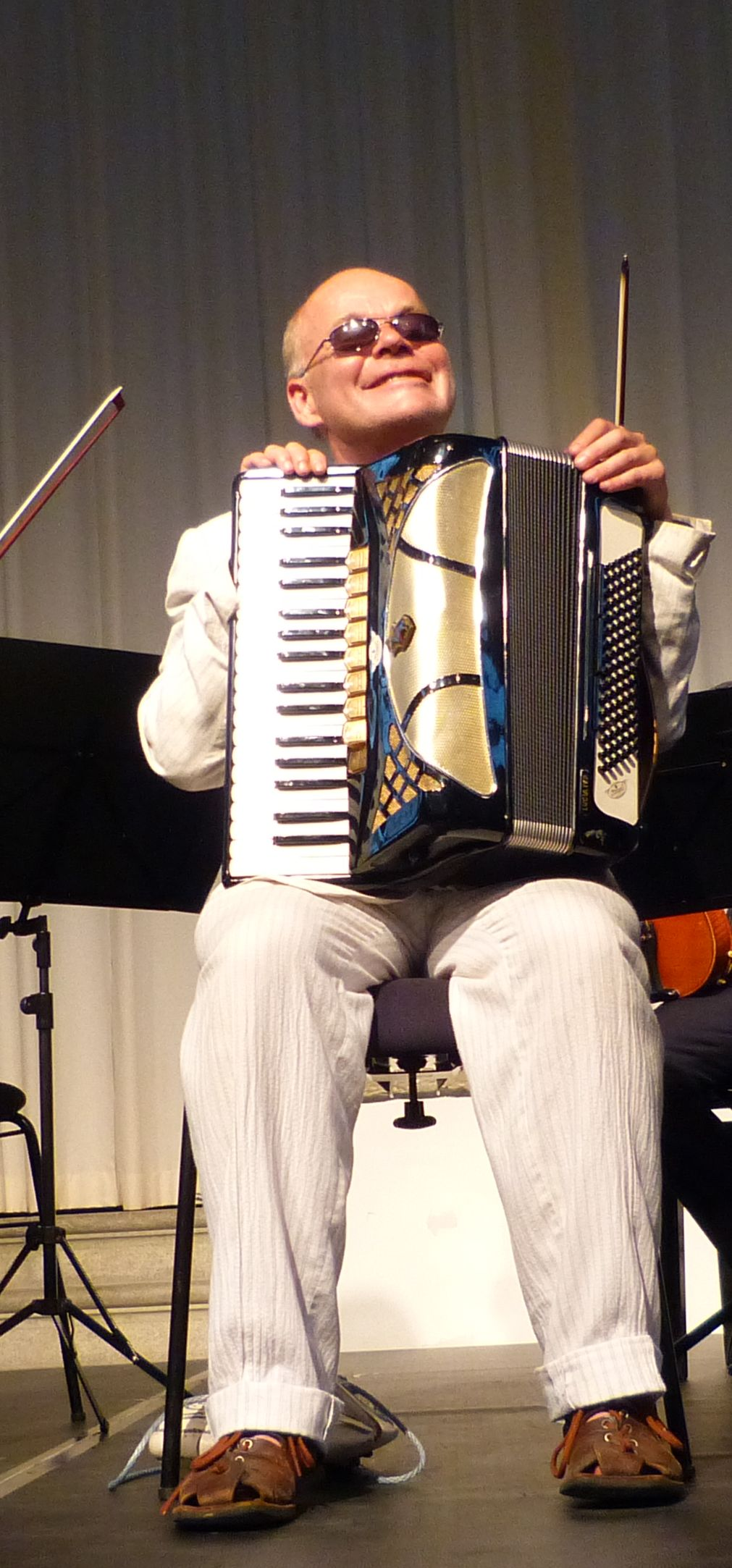
Otto Lechner bei einem Konzert in Boswil, 2012

### Solo
- Otto Lechner: Accordeonata. Extraplatte, Wien 1994, 1 CD, 48 Min., ISBN 978-3-221-12302-4.

### Duo, Ensemble und Sideman
- Otto Lechner mit Orchestra Colores – Live beim ersten Ruinen Open Air (Ruine Aggstein, 1984; Bootleg)
- Josef Hader & Otto Lechner – beim 1. Langegger Kleinkunstwochenende (1986; Bootleg)
- Oje – Otto’s Jazz Ensemble – Live at Langeggerhof (1986; Bootleg)
- Das 1. strenge Kammerorchester. RST Records, 1991.
- Christina Zurbrügg & Das Orchester Rudi Fuchs – Erschrocken (1991)
- Klaus Trabitsch – Luftdeppert (1992)
- Otto Lechner Orchester Live – Seventh Heaven (1995)
- Otto Lechner – Da Himmevoda (Maxi-CD; 1996)
- Otto Lechner, Klaus Trabitsch & die Bethlehem All Stars: Still. Windhund Records, Veröffentlicht: 1996 (AT: Gold)[12]
- Klaus Trabitsch – Der Duft der Berge (1997)
- Accordion Tribe – Accordion Tribe (1998)
- Otto Lechner-Max Nagl – En Passant (1999)
- Klaus Trabitsch – 1999 neinzenneinaneinzg (1999)
- Peter Rosmanith – Aans (2000)
- Otto Lechner, Karl Ritter, Melissa Coleman – Nuages (2001)
- Max Nagel Ensemble – Ramasuri (2001)
- João de Bruçó – Sideway (2001)
- Marwan Abado/Peter Rosmanith – Marakeb (2001)
- Broadlahn – Broadlahn LIVE mit Bodo Hell und Otto Lechner (Extraplatte, 2001)
- Klaus Trabitsch – Zeit (2003)
- Otto Lechner und Arnaud Méthivier: Arnottodrom. 2004
- Kadero – Perdu (rai du maroc) (2005)
- Klaus Trabitsch und Freunde – Butzemann–Die schönsten Kinderlieder (2005)
- Noël Akchoté – Toi-Même (Yourself) (Winter & Winter, 2008)
- Peter Rosmanith – Schneesand (2008)
- Ljubinka Jokic & Yok (2009)
- Otto Lechner und Arnaud Méthivier: The Cyklop And I. Cristal Records, 2011.
- Otto Lechner, Wolfgang Puschnig, Achim Tang, Dhafer Youssef: Hot Room. Extraplatte, 1998, 1 CD, 59 Min., ISBN 978-3-221-13932-2.
- Peter N. Gruber und Otto Lechner: Fis. Extraplatte, Wien 2000, 1 CD, 46 Min., ISBN 978-3-221-14582-8.
- Peter N. Gruber und Otto Lechner: Die Lilie. Extraplatte, Wien 2001, 1 CD, 54 Min., ISBN 978-3-221-14882-9.
- Otto Lechner, Klaus Trabitsch & die Bethlehem All Stars: Fürchtet Euch nicht. Konzertaufnahmen im Orpheum & Vindobona. Windhund Records, Wien 2001.
- Otto Lechner, Klaus Trabitsch & die Bethlehem All Stars – White–Weihnachtslieder 2 (2010)
- Los Gringos (Lechner, Trabitsch, Rosmanith) – El Corazon (2012)
- Alex Miksch – nur a Opfe (2019)
- Otto Lechner – Bora – Musik für einen Wind (Filmmusik von Otto Lechner zu Bora – Geschichten eines Windes; 2019)

### Auf Sampler
- Friends Of Miles Smiles – Friends Of Miles Smiles (1994)
- Various Artists – Austro-Pop Weihnachten (2000)
- Internationales Akkordeon Festival Wien 2002
- Mit Pfeifen und Zungen 2017 – ein Festival von und mit Otto Lechner, Kartause Aggsbach 2017

### Mit Anne Bennent
- Otto Lechner und Anne Bennent: gwundrig. Geschichten von Robert Walser. Extraplatte, Wien 2001, 62 Min., Audio-CD, ISBN 978-3-221-70172-7.
- Otto Lechner und Anne Bennent: Der Gruftwächter. Nach einer Erzählung von Franz Kafka. Klangbuch mit 1 CD. mandelbaums bibliothek der töne, Wien 2008, ISBN 978-3-85476-249-2. (Besprechung)[13]
- Otto Lechner und Anne Bennent: Die Stimmen von Marrakesch. Von Elias Canetti, Klangbuch mit 2 CDs. Mandelbaum, Wien 2010, ISBN 978-3-85476-230-0.
- Otto Lechner und Anne Bennent: Leila und Madschnun. Von Nizami, mit Ensemble. Klangbuch mit 2 CDs. Mandelbaum, Wien 2011, ISBN 978-3-85476-339-0. (Hörbuchrezension)[14]

### Klangbücher
- Otto Lechner: Franz Kafka – Nicht einmal gefangen. Klangbuch mit 1 CD. Mandelbaum, Wien 2007, ISBN 978-3-85476-229-4.
- Otto Lechner, Anne Bennent, Hans Neuenfels, Koehne Quartett, Karl Ritter: Franz Kafka – Der Gruftwächter. Klangbuch mit 1 CD. Mandelbaum, Wien 2009, ISBN 978-3-85476-249-2.
- Otto Lechner & Ensemble, Anne Bennent: Elias Canetti – Die Stimmen von Marrakesch. Klangbuch mit 1 CD. Mandelbaum, Wien 2011, ISBN 978-3-85476-230-0.
- Otto Lechner & Ensemble, Anne Bennent: Nizami – Leila und Madschnun. Klangbuch mit 1 CD. Mandelbaum, Wien 2011, ISBN 978-3-85476-339-0.
- Otto Lechner, Peter Rosmanith-Musik, Anne Bennent-Stimme: Ilse Aichinger – Die Grössere Hoffnung. Klangbuch mit 1 CD. Mandelbaum, Wien 2016, ISBN 978-3-85476-520-2.
- Otto Lechner, Peter Rosmanith-Musik, Tobias Moretti-Stimme: Norbert C. Kaser – Meine Flöte trinkt Musik. Klangbuch mit 1 CD. Mandelbaum, Wien 2018, ISBN 978-3-85476-568-4.

## Film
- Accordion Tribe. Dokumentarfilm, Schweiz, Österreich, 2004, 87 Min., Buch und Regie: Stefan Schwietert, Produktion: Maximage, Fischer Film, SF, ORF. Mit Guy Klucevsek, Lars Hollmer, Maria Kalaniemi, Bratko Bibic, Otto Lechner. Besprechung:,[15] siehe auch: Accordion Tribe.
- Otto Lechner – Der Musikant. Dokumentarfilm, Österreich, 2025, 100 Min., Regie: Bernhard Pötscher. Mit Otto Lechner, Anne Bennent, Klaus Trabitsch, Peter Rosmanith, Max Nagl, Karl Ritter u. a.

## Auszeichnungen
- 2022: Niederösterreichischer Kulturpreis – Würdigungspreis in der Sparte Musik[16]